# Татаринов, Юрий Борисович
Юрий Борисович Татаринов (6 мая 1920, Москва — 12 июля 1998, там же) — инженер-полковник (1969), кандидат технических наук (1963), лауреат Сталинской премии 3 степени (1952).

## Биография
Из дворян. Окончил школу № 10 им. Ф. Нансена (1939), два курса Московского механико-машиностроительного института им. Н. Э. Баумана (1941), Артиллерийскую академию им. Ф. Э. Дзержинского (1946).
Во время учёбы в Академии проявил способности к научно-исследовательской деятельности и был назначен начальником отделения испытаний боеприпасов кафедры боеприпасов.
В 1951 переведён в НИИ-4 МО, где занимался созданием методик оценки характеристик боевого оснащения современного ракетного вооружения и перспектив его развития. Возглавлял лабораторию и научно-исследовательский отдел.
Автор изобретений в области ракетной техники.
Инженер-полковник (1969), кандидат технических наук (1963).
Уволен с военной службы в 1970 году.
В 1971—1998 старший научный сотрудник Института истории естествознания науки и техники им. С. И. Вавилова Академии наук СССР (РАН).
Предложил (на базе «матричного системного анализа») свою версию решения загадки «Железной маски»: Татаринов Ю. Б. Секрет Железной маски // Французский ежегодник. 1977. М., 1979. С. 149—163.

## Награды
За работы в области создания теории расчета и проектирования трубок и взрывателей к реактивным снарядам в 1952 удостоен Сталинской премии.
Награждён медалями.

## Сочинения
- Проблемы оценки эффективности фундаментальных исследований: логико-методологические аспекты / Ю. Б. Татаринов ; Отв. ред. В. А. Жамин ; АН СССР, Ин-т истории естествознания и техники. — М. : Наука, 1986. — 227,[3] с. : ил.; 22 см.